# Justicia grandis
Justicia grandis är en akantusväxtart som först beskrevs av John Smith, och fick sitt nu gällande namn av Vollesen. Justicia grandis ingår i släktet Justicia och familjen akantusväxter. Inga underarter finns listade i Catalogue of Life.